# 황은성
황은성(1962년 2월 26일~)은 대한민국의 정치인이다. 안성시장을 역임했다.

## 주요 경력
- 2010년 7월 1일 경기도 안성시 시장 취임했다.

## 학력
- 백성초등학교 졸업
- 안성중학교 졸업
- 안법고등학교 졸업
- 한국방송통신대학교 행정학과 학사
- 건국대학교 법학과 학사
- 한경대학교 대학원 행정학 석사
- 건국대학교 행정대학원 노사행정학과 행정학 석사

## 역대 선거 결과
|  | 58.62% |

|  | 65.47% |

|  | 33.74% |

|  | 58.73% |

## 참고 자료
- 황은성의 미니홈피 - 싸이월드